# نینا کسلر
نینا کسلر (انگلیسی: Nina Kessler؛ زادهٔ ۴ ژوئیهٔ ۱۹۸۸) دوچرخه‌سوار اهل پادشاهی هلند است.
از باشگاه‌هایی که در آن بازی کرده‌است می‌توان به بولز–دولمنز اشاره کرد.
وی در مسابقات کشوری و بین‌المللی در مجموع برندهٔ ۱ مدال برنز شده‌است.